# 張凱元
張凱元，清朝政治人物。
嘉庆十八年七月十八（1813年8月13日），由湖北督粮道道员升任廣西按察使。嘉庆十九年五月初五（1814年6月22日），解职，一月后革职。